# اكس كوم 2
اكس كوم 2  هي لعبة تقمص أدوار تكتيكية، واستراتيجية تناوب للأدوار من تطوير فراكسيس غيمز، ونشر تو كي جيمز، اللعبة صدرت على الحاسب الشخصي لأنظام التشغيل مايكروسوفت ويندوز، وماك أو إس، ولينكس في 5 فبراير 2016، ومنصات البلاي ستيشن 4، والإكس بوكس ون في 27 سبتمبر 2016. اللعبة هي تتمة للجزء الذي صدر في عام 2012 والمعروف باسم، إكس كوم: العدو المجهول. تقع أحداث اللعبة في عام 2035 أي بعد 20 عامًا من أحداث إكس كوم: العدو المجهول، حيث هُزم فيها البشر على أيدي قوات الفضائيين، حيث قام زعماء العالم بطرح فكرة الاستسلام غير المشروط على كل من الفضائيين ومنظمة اكس كوم العسكرية التابعة للبشر والي كان هدفها القضاء على أي غزو أجنبي للأرض، وبدأ الوحوش ببناء المدن المزدهرة بعد أن فرضوا سيطرتهم على الأرض واعدين البشر بمُستقبل باهر على جميع الأصعدة في الوقت الذي كانوا يحيكون فيه الكثير من المُخططات الشريرة التي ستقضي على كل مُعارض لهم ولسياساتهم. وعندها تتحول منظمة الاكس كوم من قوة عسكرية نظامية إلى قوة مقاومة هدفها تحرير الأرض من حكم الفضائيين الدكتاتوري.
صدرت إضافة للعبة في عام 2017 وتحمل عنوان اكس كوم: حرب المختار أو كما تعرف بـ اكس كوم 2: وور اوف ذا تشوسن.

## أسلوب اللعب
مثل الأجزاء السابقة في السلسلة، منظور اللعب علوي استراتيجي كذلك اكس كوم 2 تصور اللاعب كقائد لمنظمة اكس كوم العسكرية، ولكن المختلف في هذا الجزء أنه تم تحويل المنظمة من قوة عسكرية نظامية إلى قوة مقاومة معارضة لاحتلال الفضائيين لكوكب الأرض. ويتحكم اللاعب في سفينة «أفنجرز»، وهي قاعدة متنقلة حديثة استولت عليها منظمة اكس كوم العسكرية من الفضائيين. وحولتها المنظمة إلى قاعدة عسكرية تنطلق منها عملياتها لتحرير الأرض من الاحتلال، وأمام اللاعب الكثير من التطويرات والبحوث التي عليه إجراؤها في القاعدة في سبيل إتمام هذه المهمات بالشكل الأمثل. إذ سيكون اللاعب قادرًا على تطوير مركز القاعدة وترقية أقسامه من حيث تأسيس الغرف أو إعادة ترميمها وإصلاحها وما إلى هنالك الأمر الذي من شأنه إتاحة المزيد من القدرات والإمكانيات لقوات اللاعب والتي يُمكن استثمارها في أرض المعركة وخلال المهمات. كما يُمكن للاعب استثمار كل مُهندس موجود لديه وكل عالم من أجل إجراء البحوث العلمية على الأسلحة والدروع في سبيل تطويرها وجعلها تتناسب مع أسلوب اللاعب المُفضل في اللعب من حيث الاستراتيجية والتكتيك. ويكون دور اللاعب بتكليف عملاء المنظمة بالقيام بعمليات خاصة ضد قوات الفضائيين، وعند وصولهم لمنطقة العملية يقوم اللاعب بالتحكم بجميع الجنود. وبعد عودة الجنود للقاعدة يقوم اللاعب بتعين أطباء ومهندسين لتطوير وتصنيع أدوات وأسلحة وتقنيات متطورة لتسهل العمليات على عملاء المنظمة.
ويستطيع اللاعب تجنيد العملاء، والعملاء في اللعبة قابلين للتطوير والتعديل بشكل كبير جدًا من جميع النواحي. إذ يُمكن للاعب اختيارهم في البداية ومن ثم اختيار أسلحتهم بالإضافة إلى أزيائهم ودروعهم وحتى ألوانها وأشكالها. كما يُمكن للاعب اختيار ألوان الأسلحة وشكل الطبعات عليها وحتى الوشوم على الشخصية والتأثيرات على وجهها والكثير غير ذلك بشكل واسع جدًا. ولكل عميل تصنيف وقدرات خاصة بهم. حيث توجد في اللعبة خمسة تصنيفات أساسية هي: الحارس، ورامِي القَنَابِلِ، والمتخصص، والقناص، والنفسي. ويتميز كل من هذه الأصناف بقدرات هائلة يتفرد بها. فعلى سبيل المثال ستجد أنّ الجنود من صنف الـ«الحارس» قادرين على التصرف بعدوانية شديدة مُستخدمين سيوفهم الحادة عند الاقتراب من أحد الأعداء والاشتباك معه. بينما يقوم صنف الـ«رامِي القَنَابِلِ» بالتسبب بأضرار بالغة شديدة التأثير على فرد أو عدة أفراد في آن واحد باستخدام قاذف القنابل الذي يبرع في استخدامه. في حين يقوم الـ«المتخصص» بأعمال من شأنها مُساعدة أعضاء الفريق بالكامل من حيث الاختراق أو تقديم العون الطبي وما شابه ذلك، كما يقوم الـ«النفسي» بمساعدة الفريق من خلال رفع نسبة الضرر للعملاء أو زيادة صحتهم.
وفي الجهة المُقابلة فقد تم تقديم مجموعة متنوعة من الوحوش ذات القدرات والأساليب القتالية المُختلفة. فمنهم القادة الأقوياء بالفعل ومنهم الوحوش القادرين على استخدام قدرات خارقة تساعدهم على التحكم بالموتى أو السيطرة على عقول جنود اللاعب أو إثارة الرعب في نفوسهم وما شابه. وهناك الجنود العاديين بأسلحتهم وأساليبهم الفريدة أيضًا. وفي سبيل مواجهة هؤلاء الأعداء فقد تم تقديم أسلوب تكتيكي جديد يمنح اللاعب المزيد من الحرية في اتخاذ القرارات حول الهجمات. كما أنّ بيئة أرض المعركة ستكون ذات تأثيرات قوية على كل شيء وخصوصًا في مسألة نصب الكمائن لقوات العدو أو التخفي والاستفادة من ميزة الحماية التي توفرها. كما أنّ تنوع المهمات سيكون في مُقابله الكثير من الموارد ذات الفوائد المتعدد والتي يُمكن للاعب نهبها أو جمعها والحصول عليها من الفضائيين. بعض هذه الأشياء سيكون ذو تأثيرات ممتازة جدًا وفوائد عظيمة تعود على فريق اللاعب بالكامل.

## الإطلاق
على عكس إكس كوم: العدو المجهول، الذي صدر على الحاسب الشخصي والمنصات المنزلية، ثم في وقت لاحق على الأجهزة المحمولة، لعبة إكس كوم 2 صدرت في البداية فقط للحاسب الشخصي وتم توزيعها فقط عبر منصة الستيم. وصرح جيك سولومون المدير الابداعي لاستديو فراكسيس بانهم يرغبون في التركيز على منصة تطوير واحدة وأن اجهزة الحاسب الشخصي هي المنصة اللي يرتاحون بها. وقال جيك: “نحن لدينا اهداف طموحة جدا للجزء الجديد من اللعبة، ولتحقيق الاهداف نحتاج اننا نطبق كل خبرتنا وقوتنا الموجودة في الاستديو، وقوتنا في الاستديو هي اجهزة الحاسب الشخصي، الحاسب الشخصي هي منزلنا وهو المكان الذي فعلا نرتاح بالعمل فيه” وأضاف جيك: “في اجتمعاتنا ونقاشاتنا لم نتكلم الا على اجهزة الحاسب الشخصي، نتكلم عن التجربة اللي ممكن نقدمها في الحاسب الشخصي، نتكلم عن تجربة استخدام الفأرة في اللعب وهكذا” وأضاف جيك: “لم نلغي فكرة تطوير اللعبة على باقي الاجهزة الأخرى لكن أأكد لكم اننا لم نتناقش عن هذا الموضوع حتى الآن”.
كما كان من المقرر إطلاق اللعبة في نوفمبر 2015، ولكن في 28 أغسطس 2015، تم تأجيلها حتى 5 فبراير 2016 للسماح لـأستديو فيراكسيس بتطوير اللعبة وإصلاح المشاكل بها.
أصبحت اللعبة متاحة للطلب المسبق في 10 سبتمبر 2015، وجاءت معها حزمة "Resistance Warrior" التي تضيف خيارات آخرى لتخصيص العملاء. في ديسمبر 2015، عرض أستديو فيراكسيس نسخة Digital Deluxe الذي يمكنها طلبها مسبقًا بدلاً من النسخة العادية ولكنها أغلى سعرًا. كما وعد الأستديو بتقديم ثلاث حزم محتويات قابلة للتحميل فور صدور اللعبة. الحزم هي "Anarchy's Children"، التي تضيف عناصر جديدة لتخصيص الجندي، تم إصدارها في 17 مارس 2016، وحزمة "Alien Hunters"، وهي حزمة تضيف مهمة جديدة، معدات أكثر قوة، وتخصيصات إضافية للعملاء، وطريقة لعب جديدة، وتم إصدارها في 12 مايو 2016، وحزمة "Shen's Last Gift"، والتي سميت ظاهريًا باسم كبير مهندسي إضافة إكس كوم: العدو المجهول، وتتضمن الحزمة فئة عملاء جديدة، ومهمة قصة جديدة، وخريطة، وتم إصدارها في 30 يونيو 2016.
في 7 يونيو 2016، تم الإعلان عن إصدار إكس كوم 2 على البلاي ستيشن 4، والإكس بوكس ون في 6 سبتمبر 2016 في أمريكا الشمالية، و8 سبتمبر 2016، في أستراليا، و9 سبتمبر 2016، في أوروبا. تم تأجيل إطلاق اللعبة لاحقًا إلى أواخر سبتمبر حتى يتمكن الأستديو من تحسين اللعبة. وتم إصدار نسخة البلاي ستيشن 4، والإكس بوكس ون في 27 سبتمبر 2016، في أمريكا الشمالية، و 30 سبتمبر 2016، عالميًا.

## رُدود الأفعال
| استقبال |                                                                   |
| --- | ----------------------------------------------------------------- |
| مجموع النقاط المجموع نقاط ميتاكريتيك (الحاسب الشخصي) 88/100 [ 31 ] (بلاي ستيشن 4) 88/100 [ 32 ] (اكس بوكس ون) 87/100 [ 33 ] نتائج المراجعة نشرة نقاط دستركتويد 7/10 [ 34 ] إلكترونك غيمينغ مونثلي 7.5/10 [ 35 ] غيم إنفورمر 9.5/10 [ 36 ] غيم ريفولوشن [ 37 ] غيم سبوت 9/10 [ 38 ] غيمز رادار (PC) [ 39 ] (Console) [ 40 ] جاينت بومب [ 41 ] آي جي إن 9.3/10 [ 42 ] بي سي غيمر (الولايات المتحدة) 94/100 [ 43 ] بوليغون 8/10 [ 44 ] |                                                                   |
| مجموع النقاط |                                                                   |
| المجموع | نقاط                                                              |
| ميتاكريتيك | (الحاسب الشخصي) 88/100 (بلاي ستيشن 4) 88/100 (اكس بوكس ون) 87/100 |
| نتائج المراجعة |                                                                   |
| نشرة | نقاط                                                              |
| دستركتويد | 7/10                                                              |
| إلكترونك غيمينغ مونثلي | 7.5/10                                                            |
| غيم إنفورمر | 9.5/10                                                            |
| غيم ريفولوشن | [ 37 ]                                                            |
| غيم سبوت | 9/10                                                              |
| غيمز رادار | (PC) (Console)                                                    |
| جاينت بومب | [ 41 ]                                                            |
| آي جي إن | 9.3/10                                                            |
| بي سي غيمر (الولايات المتحدة) | 94/100                                                            |
| بوليغون | 8/10                                                              |

تلقت اكس كوم 2  مراجعات «جيدة جدأ»، وفقًا لمجمع مراجعة ألعاب الفيديو ميتاكريتيك. وأشاد النقاد بنظام التسلل الجديد لأنه أضاف للعبة المزيد من العمق، وكذلك التنويع في البيئات التي منعت اللاعبين من الوقوع في معضلة التكرار. وأشاد النقاد بمستوى صعوبة اللعبة، بالإضافة إلى إضافة أدوات التعديل على الللعبة في الستيم، واحتفاظها بالاساليب القديمة الجيدة التي استخدمت في إكس كوم: العدو المجهول، بينما كان النقد موجهًا بشكل أساسي إلى أدائها الضعيف على العديد من أجهزة الحاسب الشخصي عند الإطلاق. أصدر أستديو فيراكسيس بعد ذلك تحديث أصلحة مشكلة الأداء الضعيف على أجهزة الحاسب الشخصي.
باعت اللعبة أكثر من 500.000 نسخة رقمية على منصة ستيم خلال أسبوعها الأول من الإصدار.

### الجوائز
| العام | الجائزة                    | التصنيف                  | النتيجة | مصدر          |
| ----- | -------------------------- | ------------------------ | ------- | ------------- |
| 2016  | جوائز جولدن جويستيك 2016   | لعبة العام               | رُشِّح     | [ 49 ] [ 50 ] |
| 2016  | جوائز جولدن جويستيك 2016   | لعبة العام للحاسب الشخصي | رُشِّح     | [ 49 ] [ 50 ] |
| 2016  | جوائز اللعبة العالمية 2016 | أفضل لعبة خيال علمي      | رُشِّح     | [ 51 ]        |
| 2016  | جوائز اللعبة العالمية 2016 | أفضل لعبة استراتيجية     | رُشِّح     | [ 51 ]        |
| 2016  | جوائز اللعبة العالمية 2016 | لعبة العام               | رُشِّح     | [ 51 ]        |
| 2016  | جوائز اللعبة 2016          | أفضل لعبة استراتيجية     | رُشِّح     | [ 52 ]        |

## روابط خارجية
- اكس كوم 2 على موقع IMDb (الإنجليزية)